# Panjatan (Panjatan)
Panjatan is een bestuurslaag in het regentschap Kulon Progo van de provincie Jogjakarta, Indonesië. Panjatan telt 1327 inwoners (volkstelling 2010).